# Ministério do Tempo
Ministério do Tempo é uma série de televisão portuguesa de ficção histórica e fantasia produzida pela Iniziomedia Audiovisuais, Just Up e Veralia Contenidos Audiovisuales para a RTP1. Foi protagonizada por Mariana Monteiro, João Craveiro e Sisley Dias. O seu argumento gira em torno de uma repartição secreta do governo português cujos agentes viajam no tempo com o objectivo de impedir que a História de Portugal seja alterada. É uma adaptação da série espanhola El Ministerio del Tiempo, exibida pela TVE.
Estreou a 2 de janeiro de 2017 na RTP1, tendo no primeiro episódio mais de 550 mil espectadores, o correspondente a 11,5% de share para aquele horário. e terminou a 29 de maio de 2017, com 21 episódios. Uma segunda temporada, de 13 episódios, chegou a ser encomendada, mas acabou por ser cancelada.

## Sinopse
“A máquina do tempo não existe. O que existe são as portas do tempo!” 
Se Salvador (António Capelo) te diz esta frase, o teu destino está traçado. Passas a trabalhar para o ultrasecreto Ministério do Tempo. E viajar ao passado vai-se tornar mais fácil e natural do que ir ao café da esquina.
Na mesma época em que os marinheiros portugueses davam novos mundos ao mundo, D. João II ficou a conhecer o incrível segredo das Portas do Tempo. Para as gerir criou o Ministério do Tempo. E atribuiu-lhe uma única missão: Garantir que ninguém viaja ao passado para alterar o presente.
O Ministério do Tempo mantém-se aberto até aos nossos dias. É o grande segredo do Estado Português. A sua existência passa da boca de uns poucos eleitos para os ouvidos de outros. Apenas os melhores e mais úteis são chamados para trabalhar no Ministério do Tempo. Um local onde os colegas de trabalho tanto podem ter crescido connosco, como ser amigos de infância de D. Afonso Henriques.
Recrutando os melhores agentes em todas as épocas, Salvador está a criar uma nova patrulha intertemporal:
Amélia Carvalho (Mariana Monteiro) nasceu a 5 de Janeiro de 1871 e tem 23 anos. É a primeira mulher a estudar na Universidade de Coimbra. Sente-se deslocada no seu tempo. Não pertence ao século XIX. Quer trabalhar, quer usar a sua inteligência em algo mais do que chás e saraus da alta burguesia. Quando o Ministério lhe oferece a oportunidade de trabalhar no século XXI, onde as mulheres têm oportunidades com que Amélia pode apenas sonhar, ela não hesita. Vai ser ela a líder da nossa patrulha intertemporal.
Afonso Mendes de Noronha (João Craveiro), 43 anos, é um homem duro. Habituado a guerras e batalhas… do século XVI. Depois de ser vitima de uma terrível intriga na corte, o rei D. João III condena-o à morte.  Horas antes da sua execução, Afonso recebe uma proposta do Ministério do Tempo. Poderá viver, desde que se mude para o século XXI e nunca mais contacte a sua mulher.  É ele quem vai salvar a patrulha, e muitos dos heróis da nossa história, em momentos de maiores dificuldades.
Tiago Silva (Sisley Dias) é um técnico do INEM… de 2016. Nasceu em 1986 e, apesar de ter apenas 31 anos, já tem uma longa e triste história de vida. Casou cedo com Mariana, a sua paixão de adolescente. E enviuvou em 2013. Tiago não consegue, nem quer, esquecer o amor da sua vida. Quando o Ministério do Tempo o contacta, Tiago é conhecido no meio da Proteção Civil como alguém sempre pronto para as missões suicidas. Tiago, ao saber que as viagens ao passado são possíveis, aceita trabalhar para o Ministério. Afinal, é no passado que está a sua mulher. Graças às Portas do Tempo, Tiago pode visita-la. E quem sabe, talvez consiga salvá-la do terrível acidente que a matou há três anos.
Quem trabalha directamente com o secretário geral do Ministério, é Ernesto (Luís Vicente), o responsável de segurança, e Irene (Andreia Diniz), a super-agente, secretariados pela eficientíssima Maria dos Prazeres (Carla Andrino). Os nossos heróis vão viver inúmeras aventuras, espalhadas pelos quase nove séculos da nossa história, vão conhecer os nossos maiores heróis e, também, vão acabar por se conhecer melhor a eles próprios.
Nesta emocionante e divertida série de televisão, vamos semanalmente viajar ao passado. Nas missões cruzamos-nos com grandes nomes da nossa história. Nuno Álvares Pereira, Camões, Afonso de Albuquerque, D. Afonso Henriques, Fernando Pessoa, Ribeirinho, Vieira da Silva, e muitos mais, vão saltar das páginas dos livros de história, e viver aventuras ao lado da patrulha intertemporal do Ministério do Tempo.

## Temporadas
Tendo a primeira temporada estreado a 2 de janeiro de 2017, com 16 episódios previstos inicialmente, em abril do mesmo ano, acabou por ser adicionado 5 episódios à primeira temporada, acabando esta temporada por totalizar 21 episódios. Uma segunda temporada com 13 episódios, chegou a ser encomendada pela RTP, mas acabou por ser cancelada.
| Temporada | Temporada | Episódios | Exibição em Portugal | Exibição em Portugal |
| Temporada | Temporada | Episódios | Estreia              | Final                |
| --------- | --------- | --------- | -------------------- | -------------------- |
|           | 1         | 21        | 2 de janeiro de 2017 | 29 de maio de 2017   |

## Elenco

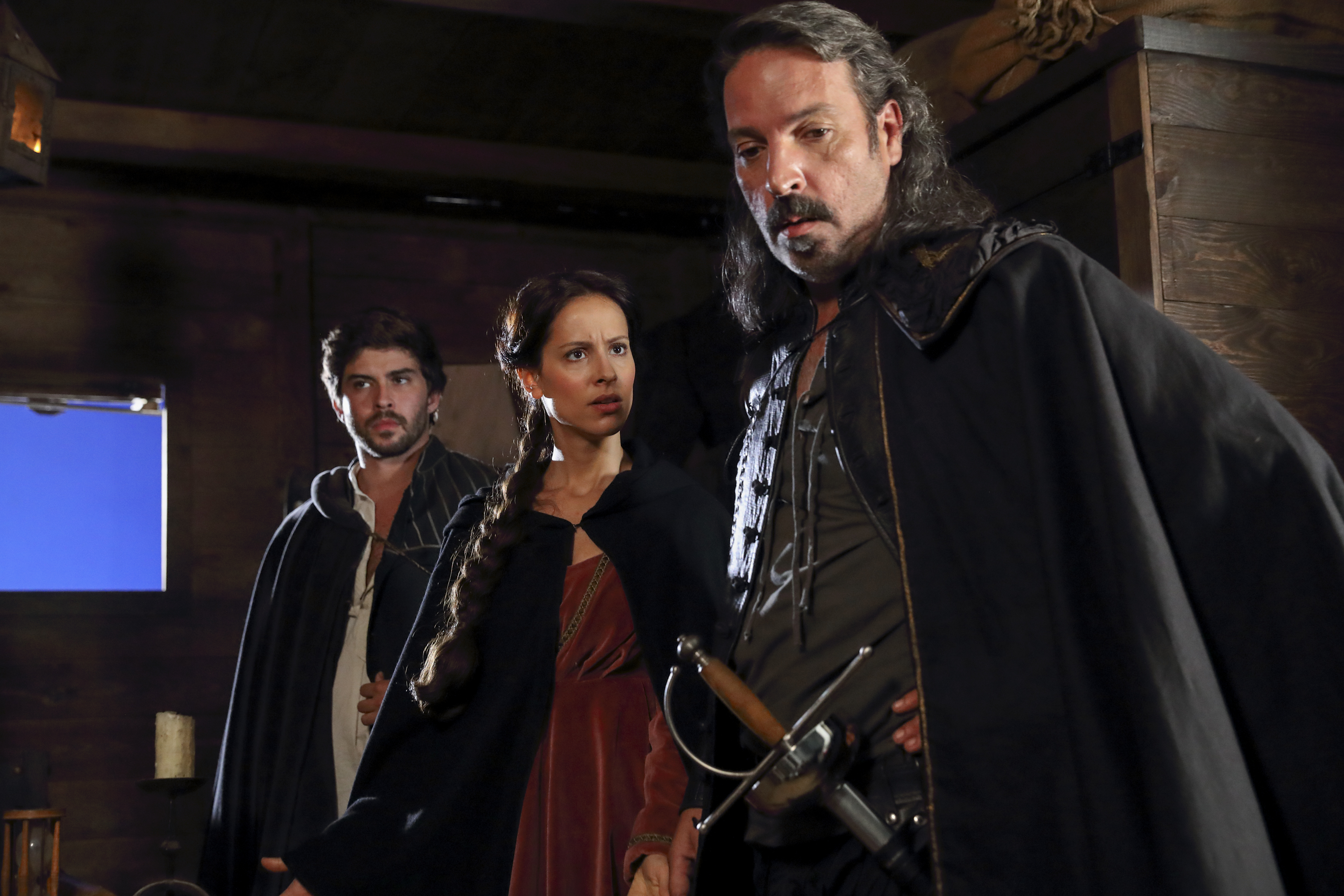
Sisley Dias, Mariana Monteiro e João Craveiro foram os protagonistas da série Ministério do Tempo.

A série contou com um elenco extenso, no qual se destacaram:

### Protagonistas
- Mariana Monteiro como Amélia Carvalho (vagamente baseada em Domitila Miranda de Carvalho)
- João Craveiro como Afonso Mendes de Noronha
- Sisley Dias como Tiago Silva

### Personagens secundárias
- Luís Vicente como Ernesto Ochoa, Chefe de Segurança do Ministério
- António Capelo como Salvador Martins, Secretário-Geral do Ministério
- Andreia Dinis como Irene Matos Dias, Chefe de Logística do Ministério
- Carla Andrino como Maria dos Prazeres, Secretária do Secretário-Geral
- Filomena Cautela como Mafalda Torres, antiga funcionária do Ministério
- Valdemar Santos como Abraão Levy, autor do Livro das Portas que permitiu a D. João II fundar o Ministério
- Mário Bomba como Humberto, Recepcionista e Segurança do Ministério
- João Lagarto  como Armando Névoa, antigo Chefe de Segurança do Ministério
- Ângelo Rodrigues como Júlio "Pacino" Mendes, ex-agente da Polícia Judiciária, Agente do Ministério
- Alexandra Leite como Maria Olinda Miranda de Carvalho, mãe de Amélia
- João de Carvalho como Camilo Miranda de Carvalho, pai de Amélia
- Samanta Castilho como Elena Mendes de Noronha, mulher de Afonso
- Sara Barros Leitão, como Mariana, mulher de Tiago
- Sílvia Filipe, como Susana Meireles, temporariamente Secretária-Geral do Ministério no lugar de Salvador

### Personagens históricas
- Diogo Martins como Nuno Álvares Pereira
- Rui Neto como Nuno Gonçalves
- João Vicente como Luís de Camões
- Harald Rothermel como Adolf Hitler
- Hana Sofia Lopes como Rainha Santa Isabel de Portugal
- Andreas Piper como Heinrich Himmler
- Mouzinho Larguinho como Mário Pais de Sousa
- Jorge Fernandes como António de Oliveira Salazar
- Almeno Gonçalves como Afonso de Albuquerque
- Luís Vicente como Cardeal D. Henrique
- José Mateus como D. João II
- Marco Paiva como D. João III
- Heitor Lourenço como Alexandre Herculano
- João Brás como Ramalho Ortigão
- Raimundo Cosme como Ribeirinho
- Dinarte Freitas como Fernando Pessoa
- Pedro Diogo como Eça de Queiroz
- Pedro Ferreira como Gil Vicente
- Durval Lucena como Napoleão Bonaparte
- Filipa Louceiro como Filipa de Lencastre
- Helena Canhoto como Vieira da Silva
- João Canário como Vasco Santana
- Miguel Valle como António Lopes Ribeiro
- Raimundo Cosme como Ribeirinho
- Raquel Jacob como Leonor Maia
- Teresa Tavares como D. Urraca
- Vítor Alves da Silva como D. Afonso Henriques
- Pedro Luzindro como Mouzinho de Albuquerque
- Filipe Vargas como D. José I de Portugal
- Miguel Damião como Vasco da Gama
- Miguel Loureiro como Filipe II de Espanha

### Outros
- Martinho Silva como Correia, Agente do Ministério de 1947
- Paulo Oom como Bernardo, Servo do Rei Filipe II
- Filipe Crawford como Fergunson, Chefe da Companhia Americana
- Nuno Janeiro como John Bennett, Agente da Companhia Americana
- Pedro Lacerda como Walcott, Agente da Companhia Americana
- Mário Oliveira como Joaquim de Sena
- Paulo Nery como Adolfo de Sena
- Dinarte Branco como Fidelino, teórico da conspiração que tenta revelar a existência do Ministério do Tempo
- António Durães como Zarco, Secretário-Geral do Ministério de 1579